# Kim Appleby
Kim Appleby (Hackney, 28 de agosto de 1961) es una cantante, compositora y actriz británica. Participó en el dúo Mel and Kim (en los años ochenta) junto a su hermana Melanie Appleby, hasta la muerte de su hermana debido a una neumonía generada por un cáncer.

## Biografía
Appleby nació en Stoke Newington (un barrio de Londres, 5 km al norte del centro de la ciudad), de padre jamaicano y madre inglesa.
Pasó una infancia pobre en Hackney, sus padres se separaron cuando ella tenía quince años (1976). En 1979 quedó embarazada y tuvo a su hija Sharma Appleby a los diecisiete años.
Ella atribuyó su madurez al haberse vuelto madre, afirmando que ella creció «de un día para otro», y que cambió y se convirtió en una mejor persona por ello.
A los 24 años (en 1986) encontró el éxito con su hermana y estuvo en las listas de éxitos entre 1986 y 1989, incluyendo un número uno en Reino Unido con el sencillo Respectable, a pesar de que había dejado de actuar y grabar en 1987 debido a la enfermedad de Mel.
Cuando se le diagnosticó cáncer (paraganglioma) a su hermana Mel, Kim se tomó el tiempo de su carrera para dedicarlo a cuidar a su hermana durante dos años y medio hasta su muerte en enero de 1990.
Con la ayuda de su novio, el bajista Craig Logan (de la banda Bros), Kim lanzó su carrera en solitario con gran parte de su álbum de debut en solitario compuesto por canciones coescritas con Mel con la idea de lanzar otro álbum del dúo Mel y Kim.
El álbum, Kim Appleby, contenía su sencillo debut "No te preocupes", que en noviembre de 1990 alcanzó el número dos en las listas británicas.
El siguiente sencillo fue "Glad", que llegó al n.º 10 en Reino Unido.
El sencillo posterior de su álbum debut fue "Mama" (n.º 19) y "Si te importara" (n.º 44).
El segundo álbum de Kim, Breakaway, no fue un éxito comercial y tuvo un lanzamiento limitado.
Lanzó dos singles más, Light of the world (n.º 41, en 1993), Breakaway (n.º 56, en 1993),
En 1994 se reunió con Stock y Aitken en el sencillo Free Spirit (que llegó al n.º 51).
En 2007 lanzó un sencillo solo para descargar por internet, llamado High.
Tuvo un programa de radio en la estación de radio europe en Internet Storm Live.
También actuó en la película Going straight y en la telenovela Doctors (en el canal BBC One).
Appleby apareció en dos canciones ("Believe" y "Follow you") del álbum 84 (2004), de Tonka y también apareció en el álbum Taxidrive (2010) de Levthand.
Desde 2003, Appleby ha presidido la categoría de mejor canción contemporánea en los Premios Ivor Novello.
En diciembre de 2010, se lanzó en Europa el sencillo Me llevó un minuto de Levthand con Kim Appleby.

## Discografía

### Álbumes

#### «Kim Appleby» (1990)
Llegó al puesto n.º 23 en Reino Unido (disco de oro).
1. "Don't Worry"
2. "Mama"
3. "If You Cared"
4. "Downtown Clown"
5. "I'll Be There"
6. "G.L.A.D."
7. "Hey You"
8. "What Did I Do Wrong?"
9. "Dodgy People"
10. "Teach Me"

#### «Breakaway» (1993)
1. "Breakaway"
2. "Missing You"
3. "Light of the World"
4. "Love Will Find A Way"
5. "Strong Love"
6. "Loving You Boy"
7. "The Tables Have Turned"
8. "I’m Not Your Property"
9. "Good to Me"
10. "That’s Life"
11. "Everybody Needs Someone"
12. "Little Child"

#### «Breakaway - Extended Mixes» (1993)
CD promocional de 8 pistas, con versiones extendidas exclusivas de las pistas del álbum.

### Singles
- 1990 "Don't Worry" (n.º 2 en Reino Unido, n.º 5 en Irlanda)[6]
- 1991 "G.L.A.D." (n.º 10 en Reino Unido, n.º 7 en Irlanda)
- 1991 "Mama" (n.º 19 en Reino Unido).
- 1991 "If You Cared" (n.º 44 en Reino Unido).
- 1993 "Light Of The World" (n.º 41 en Reino Unido).
- 1993 "Breakaway" (n.º 56 en Reino Unido).
- 1994 "Free Spirit" (n.º 51 en Reino Unido).
- 2004 "Believe" (Whiteman presenta a Kim Appleby) [CD promocional en Alemania]
- 2007 "High"
- 2010 "Took a Minute" (lanzamiento en Alemania, solo para descargar desde Internet en diciembre de 2010).
- 2011 "Took a Minute" (lanzamiento en Reino Unido).
- 2011 "The World Today is a Mess"

### Lados B y otras pistas
- 1993: "Shame" (incluido en el CD single Light of the World)
- 2004: "Believe" (on Tonka's 84 album)
- 2004: "Follow You" (on Tonka's 84 album)
- 2007: "Something Pour Moi"
- 2007: "Just Took a Minute"
- 2010: "Keep Trying" (en el álbum Taxidrive, de Levthand)
- 2010: "The World Is A Mess" (en el álbum Taxidrive, de Levthand)

### Canciones inéditas
- "Don't Give Up"
- 1996: "Happy You're Mine"
- "I Think of You"
- "Let's Talk About It"
- "Turn on the Night"
- "Out There"
- "Two of Us"
- 1996: "Up Where I Belong" (versión de Kim).
- 2006: "Mistakes (We All Make)"
- "One Minute You're Hot"
- "Wonderful"
- "Everybody Needs Somebody"
- "Symphony of Life"
- "I Can Hear Your Voice"
- "Material Love"
- "Kooky"

Trabajó con una serie de productores de discos, tales como Anders Bagge, Michael Garvin, Sheppard Salomon, y Terry Roland, entre otros. Esta lista de canciones inéditas son títulos que se han registrado en Ascap.com y Bmi.com como canciones de Kim Appleby.
Mike Stock declaró que también trabajó en dos y tres canciones adicionales en el momento de grabar "Free Spirit" (en 1994).